# Benedict Hunt-Davis
Benedict Hunt-Davis –conocido como Ben Hunt-Davis– (Tidworth, 15 de marzo de 1972) es un deportista británico que compitió en remo.
Participó en tres Juegos Olímpicos de Sídney 2000, obteniendo una medalla de oro en la prueba de ocho con timonel, el sexto lugar en Barcelona 1992 y el octavo en Atlanta 1996, en la misma prueba. Ganó una medalla de plata en el Campeonato Mundial de Remo de 1999, en el ocho con timonel.
En 2001 fue nombrado miembro de la Orden del Imperio Británico (MBE).

## Palmarés internacional
| Juegos Olímpicos   | Juegos Olímpicos        | Juegos Olímpicos | Juegos Olímpicos |
| Año                | Lugar                   | Medalla          | Prueba           |
| ------------------ | ----------------------- | ---------------- | ---------------- |
| 2000               | Sídney (Australia)      | Medalla de oro   | Ocho con timonel |
| Campeonato Mundial |                         |                  |                  |
| Año                | Lugar                   | Medalla          | Prueba           |
| 1999               | St. Catharines (Canadá) | Medalla de plata | Ocho con timonel |